# Moncho
Ramón Calabuch Batista (Barcelona, 26 de julio de 1940 - Mataró, 28 de diciembre de 2018) fue un cantante de boleros español conocido artísticamente como Moncho.

## Trayectoria artística
Fue cantante de boleros, género musical en el que se le conocía popularmente como "El rey del bolero" o "El gitano del bolero", apreciado por sus interpretaciones de este género en España y Latinoamérica, especialmente en Cuba.
Moncho nace en el barrio de Gracia de Barcelona, hijo de una familia de gitanos catalanes. Aprendió a cantar a ritmo de rumba catalana, rodeado de artistas como Peret y Antonio González "El Pescaílla", marido de Lola Flores, experimentando en su fusión con el bolero que acabó siendo su camino en la canción. A los 16 años el conjunto “Ramón Evaristo y Orquesta Antillana” lo invitaron a subir al escenario a cantar en las fiestas del mes de agosto del barrio y surgió su primer contrato.
Moncho, como aficionado al bolero, fue gran admirador de Lucho Gatica, a quien intentaba emular en sus inicios. Se interesó por el bolero antillano, caribeño, y quería cantarlo como se canta en origen; así, empezó a rodearse de músicos americanos que le ayudaron a conocer más las raíces de esa música y entrar en relación más profunda con el bolero.
Moncho grabó en su carrera 34 discos de boleros en castellano y en catalán, en una trayectoria de más de cuarenta años en el mundo de la música. Más de trescientos temas grabados. Elepés como «Llévatela», «Bravo», «El tiempo que te quede libre», «Amor, no fumes en la cama», «Soy», «Olvido y camino», «Por tu mirada», «Conversaciones en tiempo de bolero», «Historias de amor», «Sábanas de seda», «Moncho y el bolero».
Uno de sus grandes triunfos durante su recorrido artístico ha sido el bolero «Llévatela» que compuso especialmente para su voz Armando Manzanero, o «Házmelo otra vez», bolero que Concha Valdés Miranda compuso para Moncho y que el director español Bigas Luna incluyera en la voz del catalán en la banda sonora de su película Jamón, Jamón (1992), protagonizada por Penélope Cruz y Javier Bardem.
Cantó con las principales figuras del bolero, y colaboradores en sus discos como Josep Mas "Kitflus", Antoni-Olaf Sabater, Ricard Miralles y Francesc Burrull son muestra de sus producciones. De especial calidez y calidad son sus recreaciones de temas de Joan Manuel Serrat, de quien era amigo y admirador. De hecho, Serrat compuso para él la canción «Massa per mi» que grabó en su disco Paraules d'amor (1993), su primer disco en catalán, que presentó en el Palacio de la Música Catalana de Barcelona.
Además en ese mismo disco versionó el tema «Paraules d'amor» que le da nombre al disco. También cantó los temas serratianos «Per què la gent s´avorreix tant?» y «Això que en diuen estar enamorat»; este último fue incluido también en el disco homenaje Per al meu amic Serrat (2007).
En 1999, en su disco Quédate conmigo, Moncho canta a dúo con Serrat «Sinceramente tuyo». Hay colaboraciones también en ese mismo disco con Mayte Martín cantando «En mi piel», con Dyango y Eliades Ochoa «Son cuatro días» y con el grupo Ketama «No ha sido un sueño».
On és la gent? es el nombre del segundo disco en catalán de Moncho en 2003; la canción que le da título es de Joan Isaac, canción que en 2004 cantarían a dúo en directo en el CD Només han passat 50 anys, de Joan Isaac, y que se incluye también en el disco Duets, de Joan Isaac (Discmedi, 2007). En este disco vuelve a versionar a Serrat con las canciones «Me'n vaig a peu» y «Pare», y a Francesc Pi de la Serra con «A poc a poc», y cantando a dúo con Nina el tema «Paraules, paraules» el mítico «Parole parole» en versión catalana.
Moncho grabó el tema «Cómo fue», de Benny Moré, en el disco homenaje al músico cubano Tito Duarte de título La herencia del viejo sabor (Fundación Autor, 2004). Colaboró también con Alejandro Sanz cantando  su bolero «Me vestí de silencio» en el CD Alejandro Sanz. Grandes éxitos 1991-2004), y con el cantaor Miguel Poveda, grabando en su disco Desglaç (Discmedi, 2005) a dúo el poema de Joan Margarit «No et veuré més». Con el cantante Dyango ha cantado en el disco Sábanas de seda (1993) el poupurri de boleros Entre dos amigos.
En 2005 graba en catalán I tant que sí (2005), título tomado de la canción de Antoni-Olaf Sabater en honor a Moncho incluida en el mismo. En este CD grabó además una versión adaptada al catalán por Joan Isaac de la «Penélope» de Joan Manuel Serrat y Augusto Algueró. También de la autoría de Isaac encontraremos la canción «Conec un lloc», o la pieza «Mai més» de Albert Pla, o «Tu dius que m'estimes» en adaptación al catalán por el mismo Moncho del tema compuesto por Paloma Ramírez y Alejandro Martínez, por destacar sólo algunos de los temas que aparecen en esta nueva entrega.
En 2006 presentó el espectáculo De La Habana a Barcelona. De la rumba al bolero, estrechando lazos entre la música catalana y cubana, repasando muchos de los temas incluidos en sus CD Inolvidablemente (2003) y en Antología de sus mejores boleros (2004) como «Tú, mi delirio», «Ahora que soy libre», «Cuando estoy contigo», «Bravo», «Lo siento, mi amor», «Abrázame», «Si nos dejan», «Te extraño», «Usted», «Desahogo», «Voy a perder la cabeza por tu amor» y «Soy lo prohibido». Este espectáculo es presentado en concierto en La Habana, Sala Avellaneda del Teatro Nacional el día 23 de septiembre de 2006 y en Barcelona, Gran Teatro del Liceo, el 16 de octubre de 2006. Moncho visitó Cuba por primera vez hace 40 años y el público cubano siempre recibió con entusiasmo al catalán; fue también invitado al Festival Boleros de Oro de 2007.
En noviembre de 2007 edita el disco El tío Moncho. El arte del Bolero, en el que colaboran artistas como Diego el Cigala, Lolita, Niña Pastori, Tomatito, Josemi Carmona, Parrita, Montse Cortés, las Hermanas Bautista y Jorge Pardo. El álbum incluye un DVD con imágenes de las grabaciones de los artistas invitados, sus comentarios y los de Moncho. El disco contiene doce boleros clásicos de autores como Armando Manzanero, Benny Moré y Manuel Alejandro. El concierto de presentación tuvo lugar en el Teatro Calderón de Madrid el 11 de diciembre de 2007, y contó con la presencia de los cantantes que colaboraron en el trabajo del bolerista, además de otros invitados como Antonio Carmona y Raúl Paz.
El 12 de mayo de 2010 celebra 50 años de carrera con un concierto especial (Entre amigos. 50 años) en el Palacio de la Música Catalana de Barcelona, acompañado por otros artistas como Joan Manuel Serrat, Joan Isaac, Sergio Dalma y Antonio Carmona, directo que es editado en CD+DVD en noviembre de 2012 bajo el título "Sangre de bolero. En directo desde el Palau de la Música".
También en noviembre de 2012 se pone a la venta un libro biográfico con el mismo título, "Sangre de bolero" (autor: Jordi Rueda, editorial Corre la voz), así como un nuevo disco a dúo con la bolerista Tamara que lleva por título "Encadenados". Su último disco sería Mis queridos boleros (2017).
Falleció en el Hospital de Mataró (Barcelona), ciudad en la que residía, el 28 de diciembre de 2018 a causa de una parada cardíaca, a los 78 años de edad, fue incinerado. Dos semanas después se celebraría un gran concierto homenaje en su honor en el Auditori de Barcelona el 14 de enero de 2019 en el que participaron artistas como Joan Manuel Serrat, Antonio Carmona, Sabor de Gràcia, Miguel Poveda, Pau Donés, Tamara, Dyango y Lolita Flores.

## Discografía principal[23]
- Paraules d'amor (1993)
- Sábanas de seda (1993)
- Moncho, el bolero (1996)
- Sombras (1996)
- En medio de la vida (1999)
- Quédate conmigo (1999)
- On és la gent? (2003)
- Inolvidablemente (2003)
- Antología de sus mejores boleros (2004)
- I tant que sí (2005)
- De La Habana a Barcelona (2006)
- El tío Moncho. El arte del bolero (2007)
- Sangre de bolero. En directo desde el Palacio de la Música Catalana (2012)
- Encadenados. A dúo con la bolerista Tamara (2012)
- Mis queridos boleros (2017)